# Zbiór graniczny
Zbiorem granicznym {\displaystyle C_{\mathfrak {D}}(f,z_{0})} funkcji {\displaystyle f:{\mathfrak {D}}\to \mathbb {C} } w punkcie {\displaystyle z_{0}\in {\overline {\mathfrak {D}}},} gdzie {\displaystyle {\mathfrak {D}}} jest obszarem w płaszczyźnie zespolonej {\displaystyle \mathbb {C} ,} a {\displaystyle {\overline {\mathfrak {D}}}} jest domknięciem tego obszaru, jest zbiór punktów granicznych ciągów {\displaystyle \{f(z_{n})\},} gdzie {\displaystyle \{z_{n}\}\subset {\mathfrak {D}}\setminus \{z_{0}\}}:
{\displaystyle \{\alpha :\{z_{n}\}\subset {\mathfrak {D}}\setminus \{z_{0}\},\lim _{n\to \infty }z_{n}=z_{0},\lim _{n\to \infty }f(z_{n})=\alpha \}.}
Zbiór graniczny można także zdefiniować następująco
{\displaystyle C_{\mathfrak {D}}(f,z_{0})=\bigcap _{r>0}{\overline {{\mathfrak {D}}_{r}}},}
gdzie {\displaystyle {\mathfrak {D}}_{r}=f(\delta _{r}\cap ({\mathfrak {D}}\setminus \{z_{0}\})} oraz {\displaystyle \delta _{r}=\{z:|z-z_{0}|<r\}}.
Jeśli zbiór graniczny składa się z jednego punktu, nazywa się zbiorem granicznym osobliwym.

## Własności
- Zbiór {\displaystyle C_{\mathfrak {D}}(f,z_{0})} jest zbiorem domkniętym[3].
- Pojęcie zbioru granicznego można zdefiniować dla prostej rzeczywistej oraz uogólnić na przestrzenie wektorowe nad ciałem liczb rzeczywistych lub zespolonych.